# Ernst Behm (Geograph)

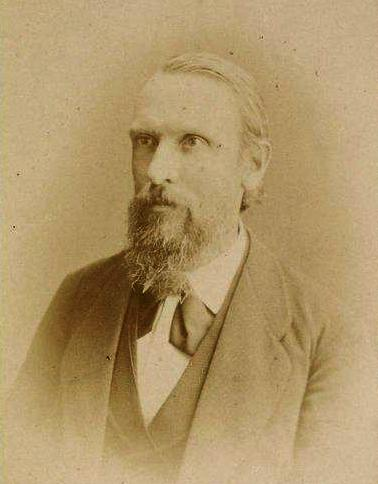
Ernst Behm

Ernst Behm (* 4. Januar 1830 in Gotha; † 15. März 1884 ebenda) war ein deutscher Geograph.

## Leben
Ernst Behm wurde als zweiter Sohn eines Rechtsanwalts und einer Tochter des Philologen Friedrich Jacobs geboren. Nach dem Abitur am Gymnasium Illustre seiner Heimatstadt im Jahre 1849 studierte er Medizin in Jena, Berlin und Würzburg und wurde 1854 mit einer Dissertation Über die Physiologie der Milz promoviert. Als er zur Vorbereitung auf einen Auslandseinsatz als Arzt landeskundliche Literatur und Reisebeschreibungen studierte, entdeckte er seine Liebe zur Geographie. Der Verleger Bernhard Perthes wurde auf ihn aufmerksam. 1856 trat Behm zunächst als „ständiger Hilfsarbeiter“ in die geographische Anstalt von Justus Perthes in Gotha ein und widmete seine Kräfte vorzugsweise Petermanns Geographischen Mitteilungen. In den 24 Jahrgängen der Geographischen Mittheilungen, die zu Lebzeiten von August Petermann erschienen (von 1855 bis 1878), verfasste Behm fast alle nicht namentlich gezeichneten Aufsätze, Mitteilungen und Rezensionen und insofern in vielen Jahren die Hälfte des Gesamtumfangs. Behm „war in erster Linie stiller, gründlicher Gelehrter, dem Bücher und Karten näher standen als die bunte Welt, dessen Arbeiten indessen im Geist und in der Form durchaus nichts von dem Staub der Bücherei anhängt“.
Hier führte Behm bereits 1872 den wissenschaftlichen Nachweis, dass der (von David Livingstone entdeckte) Lualaba in Afrika mit dem Kongo identisch sei, eine Behauptung, welche Henry Morton Stanley nach seiner ersten Reise entschieden bestritt, die aber später (1877) gerade durch ihn ihre Bestätigung fand. Cristoforo Negri bezeichnete ihn daraufhin als den „wahren Entdecker des Kongo“.
Im Jahr 1866 hatte Behm das Geographische Jahrbuch (bd. 1–66, 1866–1983) ins Leben gerufen. 1872 wurde der bevölkerungsstatistische Teil vom Geographischen Jahrbuch abgetrennt und erschien fortan als Ergänzungsheft der Mitteilungen unter dem Titel Die Bevölkerung der Erde, redigiert von Ernst Behm und Hermann Wagner. „Nachdem heute solche Arbeiten in Internationalen Organisationen und Büros erledigt werden, kann man sich kaum noch vorstellen, welches Aufsehen diese Statistiken mit ihrem sorgfältig abgeglichenen Material noch vor 130 und mehr Jahren erregten.“
Seit 1876 führte Behm auch die Redaktion des statistischen Teils des Gothaischen Hofkalenders und übernahm 1878, nach Petermanns Tod, die Redaktion der Mitteilungen. Im Jahr 1883 wurde er zum Mitglied der Gelehrtenakademie Leopoldina gewählt.
Behm starb im Alter von nur 54 Jahren am 15. März 1884 in Gotha an einer Lungentuberkulose. Seine letzte Ruhestätte fand er auf dem dortigen Friedhof II, das Grab ist heute jedoch nicht mehr erhalten.

## Schriften (Auswahl)
- Über die Physiologie der Milz. Diss., Würzburg 1854.
- Die Verbreitung der hauptsächlichsten Kultur-Produkte in den Vereinigten Staaten von Nord-Amerika. In: Petermanns Geographische Mitteilungen, Jg. 2 (1856), S. 408–439.
- Die geographische Verbreitung der wichtigsten Kultur-Produkte Indiens. In: Petermanns Geographische Mitteilungen, Jg. 5 (1859), S. 29–36.
- Das Amerikanische Polynesien und die politischen Verhältnisse in den übrigen Theilen des Grossen Oceans. In: Petermanns Geographische Mitteilungen, Jg. 5 (1859), S. 173–194.
- Das Land und Volk der Tebu. Versuch einer geographischen und ethnographischen Skizze der Östlichen Sahara. In: Inner-Afrika nach dem Stande der geographischen Kenntniss in den Jahren 1861–1863. Perthes, Gotha 1863 (= Ergänzungsheft Nr. 8 zu Petermanns Mitteilungen).
- Die modernen Verkehrsmittel: Dampfschiffe, Eisenbahnen, Telegraphen. Eine geographisch-statistische Uebersicht mit historischen und volkswirtschaftlichen Notizen. Mit einer Telegraphen- und Dampfschifffahrts-Karte der Erde und einer Kommunikations-Karte von Central-Europa. Perthes, Gotha 1867.
- Beweise für die Identität des Lualaba mit dem Congo. In: Petermanns Geographische Mitteilungen, Jg. 18 (1872), S. 405–412.
- (mit Hermann Wagner) Die Bevölkerung der Erde. Jährliche Übersicht über neue Arealabrechnungen, Gebietsveränderungen, Zählungen und Schätzungen der Bevölkerung auf der gesammten Erdoberfläche. Erste Ausgabe: Perthes, Gotha 1872 (erschien bis 1931).
- Sir Samuel Baker’s Expedition nach dem oberen Weissen Nil. In: Petermanns Geographische Mitteilungen, Jg. 19 (1873), S. 361–366.
- Zur Entdeckungsgeschichte der West-Australischen Wüste. In: Petermanns Geographische Mitteilungen, Jg. 22 (1876), S. 33–36.
- Die Umgestaltung der politisch-geographischen Verhältnisse auf der Balkan-Halbinsel. In: Petermanns Geographische Mitteilungen, Jg. 24 (1878), S. 191–194.
- August Petermann. In: Petermanns Geographische Mitteilungen, Jg. 24 (1878), Einlageblatt (vier Seiten) zwischen S. 364 und 365 (Nachruf).

## Ehrungen
Der Entdecker des Behn River, Andrew Forrest, benannte den Fluss ihm zu Ehren, schrieb aber den Namen falsch.